# Charles Curtis (Amerikaans politicus)

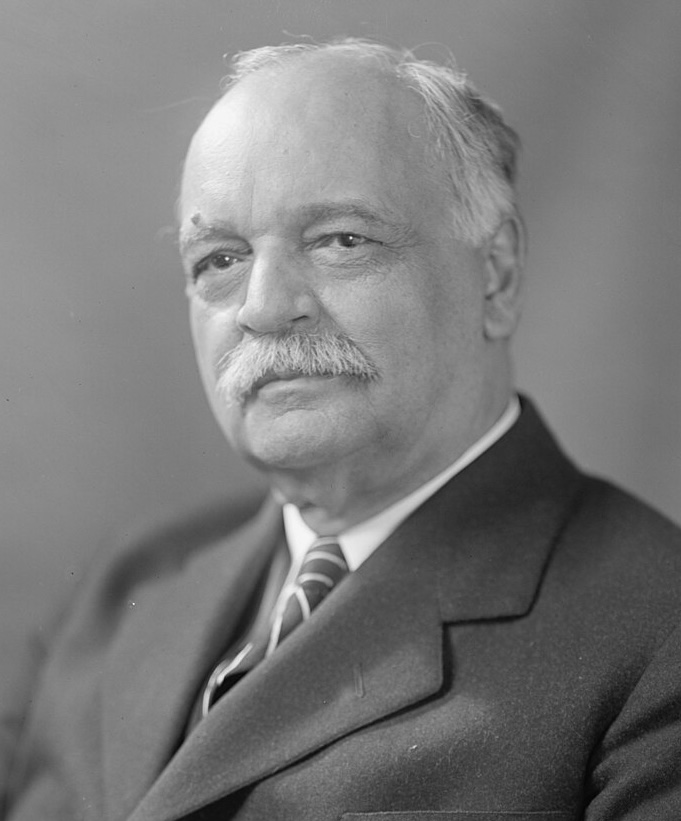
Charles Curtis

Charles Curtis (Topeka (Kansas), 25 januari 1860 - Washington D.C., 8 februari 1936) was een Amerikaans politicus en vicepresident.
Curtis was voor één-vierde een Kaw-Indiaan, de enige van de Amerikaanse presidenten of vicepresidenten met Indiaans bloed in de aderen.

## Jonge jaren
Curtis was afkomstig uit de staat Kansas en werd geboren op Indiaanse grond in Noord-Topeka. Zijn half-indiaanse moeder stierf jong en zijn blanke vader vocht voor de Unie in de Amerikaanse Burgeroorlog. De jongen groeide daarom gedeeltelijk op bij zijn grootouders in een indianenreservaat. Toen de bewoners daarvan in 1873 werden gedwongen naar Oklahoma te verhuizen, overreedde volgens de officiële biografie zijn indiaanse grootmoeder hem om bij zijn blanke grootouders in Kansas te blijven.
Als jongeman was Curtis een populaire jockey, die op de renbanen bekend stond als Indian Charlie. Maar onder druk van zijn grootouders ging hij rechten studeren, en in 1881 vestigde hij zich in Topeka als advocaat. 

## Politieke loopbaan
Politiek behoorde Curtis tot de Republikeinse Partij. Voor zijn thuisstaat zetelde hij in het Huis van Afgevaardigden 1893-1907 en in de Senaat in de periodes 1907-1913 en 1915-1929. Hij steunde daar het vrouwenkiesrecht en de wetten tegen kinderarbeid. Maar ook bevorderde hij de verkoop van grond in de indianenreservaten aan de meestbiedende, en diende zelf een wetsontwerp in om dit beleid uit te breiden tot Oklahoma (Curtis Act). En hij steunde het gedwongen plaatsen van indianenkinderen op kostscholen, de zgn. boarding schools. Als toegewijde dienaar van zijn partij was Curtis vanaf 1924 leider van de meerderheidsfractie in de senaat.
In 1928 was hij kandidaat voor het presidentschap, en hoopte na een onbesliste strijd als compromiskandidaat de Republikeinse kandidatuur te bemachtigen. Maar toen de minister van Handel Herbert Hoover al in de eerste ronde werd genomineerd, nam Curtis genoegen met de tweede plaats. Die dankte hij aan zijn populariteit onder de boeren, die niets moesten hebben van Hoover. 
Als vicepresident van 1929 tot 1933 bleek hij politiek machteloos en beperkte hij zich tot het voorzitten van de plenaire vergaderingen van de senaat. In 1933 werden Hoover en Curtis opnieuw genomineerd, maar ze verloren de verkiezingen van Franklin D. Roosevelt. De 73-jarige oud-vicepresident trok zich terug uit de politiek en vestigde zich als advocaat in de Amerikaanse hoofdstad. Aldaar overleed hij na een hartaanval in 1936.
Adams ·
Jefferson ·
Burr ·
Clinton ·
Gerry ·
Tompkins ·
Calhoun ·
Van Buren ·
R.M. Johnson ·
Tyler ·
Dallas ·
Fillmore ·
King ·
Breckinridge ·
Hamlin ·
A. Johnson ·
Colfax ·
Wilson ·
Wheeler ·
Arthur ·
Hendricks ·
Morton ·
Stevenson ·
Hobart ·
Roosevelt ·
Fairbanks ·
Sherman ·
Marshall ·
Coolidge ·
Dawes ·
Curtis ·
Garner ·
Wallace ·
Truman ·
Barkley ·
Nixon ·
L.B. Johnson ·
Humphrey ·
Agnew ·
Ford ·
Rockefeller ·
Mondale ·
Bush ·
Quayle ·
Gore ·
Cheney ·
Biden ·
Pence ·
Harris ·
Vance
- Bibliothèque nationale de France: cb16192707v (data)
- Gemeinsame Normdatei: 118925601
- International Standard Name Identifier: 0000 0000 2900 9608
- Library of Congress Control Number: n89600284
- National Archives and Records Administration: 10572938
- SNAC: w6nq2tck
- Système universitaire de documentation: 150193858
- Biographical Directory of the United States Congress: C001008
- Virtual International Authority File: 45101037
- WorldCat: E39PBJk8TXjYdXxPJbMb737j4q